# Leopold Pospischil
Leopold Pospischil (* 10. November 1899 in Mährisch-Schönberg; † 4. Juni 1942 im KZ Buchenwald) war ein tschechoslowakischer Schriftsteller, Hochstapler (Deckname und Pseudonym Kurt Loando) und Opfer des Nationalsozialismus.

## Leben
Leopold Pospischil wuchs in Mährisch-Schönberg als Sohn eines Friseurs auf, lebte ab seinem sechsten Lebensjahr in Olmütz und ging dort in die deutsche Volksschule. Weitere Informationen zu seinem beruflichen Werdegang fehlen. Im Zuge der Volkszählung 1919 gab er als Beruf Kontorist an, wobei in der Folge nicht bekannt ist, wo er arbeitete. Er wurde wegen Betruges und Erpressung verurteilt und galt als Hochstapler mit dem Spezialgebiet für Dokumentenfälschungen. In der Folge betätigte er sich als Hellseher und Chiromant und zog später von Olmütz nach Reichenberg. 1934 heißt es:
In Asch (Tschechoslowakei) wurde der „weltberühmte Handliniendeuter“ Kurt Loando festgehalten, der seit Jahren wegen Erpressung steckbrieflich gesucht wird. Herr Loando hätte sich zweifellos, da dies ja in seinem Beruf schlug, gern für die Handlinien auch des Ascher Polizeivorstehers sehr interessiert. Sein Pech wollte, daß dieser Herr sich mindestens ebenso stark bei Herrn Loando für die Fingerabdrücke interessierte.
In seinem erstmals 1936 herausgegebenen Roman berichtet Pospischil vermeintlich über Sowjetrussland, Konzentrationslager und die Strafisolation der GPU. Die Qualität des Romans wird als schlecht beschrieben. So finden sich zahlreiche Schreibfehler und auch die Darstellung der vermeintlichen Tatsachenberichte lassen Zweifel an der Recherchearbeit Pospischils und der Echtheit der zugrundeliegenden Dokumente aufkommen. 1937 erschien eine zweite Auflage und der Kuriositäten-Verlag-Kurt Loando hatte bereits vermeintlich seinen Sitz in Berlin, Wien, Zürich, London, New-York und Reichenberg. Eine englische Ausgabe war ebenfalls angekündigt, wie auch weitere Werke.
Der Roman, eine Mischung aus Spionage-, Science-Fiction-, Liebes- und Zeitroman, beschreibt u. a. die Ermordung eines verräterischen Generals und seiner Frau durch den „Ministerpräsidenten“, welcher in der Beschreibung sehr stark an Adolf Hitler erinnert. Es lässt sich vermuten, dass auch diese Darstellung, neben seinen politischen Aktivitäten, zu seiner Verhaftung führte, es ist aber unklar, ob Pospischil die Darstellung bewusst so wählte.
Wohl getrieben von der Gier nach Geld und Anerkennung, stellte er 1937 eine Mitteilung in einer Brünner Zeitschrift ein, welche den Verkauf unveröffentlichter Dokumente zum Tod von Erzherzog Rudolf von Habsburg anbot. Die zahlreichen Anfragen konnte er nicht bedienen und zog sich den Zorn der Interessenten zu. In den Jahren bis zur Besetzung der Tschechoslowakei im März 1939 durch die Wehrmacht trat er für die Erhaltung der Tschechoslowakischen Republik ein und war Mitglied des Deutschen Wirtschaftsbundes, einer Vereinigung, welche sich gegen den Nationalsozialismus und die Sudetendeutsche Partei unter Konrad Henlein aussprach.
Ende August 1939 wurde er von der Gestapo festgenommen und kam als politischer Häftling erst in das KZ Dachau. Am 4. Juni 1942 starb Pospischil im KZ Buchenwald (Häftlingsnummer 2233), wohin er Ende September 1939 aus Dachau verschleppt worden war. Als Todesursache wurde offiziell ein Hitzschlag angegeben.
Pospischil war verheiratet.

## Werk
- Reichssender II meldet:...Originalroman aus der Gegenwart. Trautenau Kuriositäten-Verlag-Kurt Loando, für das Gebiet der ČSR, 1936.
- 1937 vermeintlich in Vorbereitung: Der Sprung in´s Dunkle. Ein Gesellschafts-Roman aus der Gegenwart.
- 1937 vermeintlich in Vorbereitung: Kuriositäten aus den Sprechstunden des Chirologen Kurt Loando